# Liste der Hauptstädte der Vereinigten Staaten
Die Liste der Hauptstädte der Vereinigten Staaten behandelt alle Hauptstädte der Vereinigten Staaten inklusive der Konföderierten Staaten von Amerika, die Hauptstädte aller US-Bundesstaaten und die Tagungsorte der Kontinentalkongresse.

## Hauptstädte derVereinigten Staaten von Amerika

### Tagungsorte derKontinentalkongressevon 1774 bis 1789
- Philadelphia (1774–76, 1777, 1781–83)
  - 5. September – 24. Oktober 1774 Tagungsort des Ersten Kontinentalkongresses
  - 10. Mai 1775 – 12. Dezember 1776 Tagungsort des Zweiten Kontinentalkongresses
  - 4. März – 18. September 1777 Tagungsort des Zweiten Kontinentalkongresses
  - 2. Juli 1778 – 1. März 1781 Tagungsort des Zweiten Kontinentalkongresses
  - 1. März 1781 – 21. Juni 1783 Tagungsort des Zweiten Kontinentalkongresses unter den Konföderationsartikeln
- Baltimore (1776–77)
  - 20. Dezember 1776 – 27. Februar 1777 Tagungsort des Zweiten Kontinentalkongresses
- Lancaster (1777)
  - 27. September 1777 (nur einen Tag) Tagungsort des Zweiten Kontinentalkongresses
- York (1777–78)
  - 30. September 1777 – 27. Juni 1778 Tagungsort des Zweiten Kontinentalkongresses
- Princeton (1783)
  - 30. Juni – 4. November 1783 Tagungsort des Zweiten Kontinentalkongresses unter den Konföderationsartikeln
- Annapolis (1783–84)
  - 26. November 1783 – 19. August 1784 Tagungsort des Zweiten Kontinentalkongresses unter den Konföderationsartikeln
- Trenton (1784)
  - 1. November – 24. Dezember 1784 Tagungsort des Zweiten Kontinentalkongresses unter den Konföderationsartikeln
- New York (1785–89)
  - 11. Januar – 4. November 1785 Tagungsort des Zweiten Kontinentalkongresses unter den Konföderationsartikeln
  - 7. November 1785 – 3. November 1786 Tagungsort des Zweiten Kontinentalkongresses unter den Konföderationsartikeln
  - 6. November 1786 – 30. Oktober 1787 Tagungsort des Zweiten Kontinentalkongresses unter den Konföderationsartikeln
  - 5. November 1787 – 21. Oktober 1788 Tagungsort des Zweiten Kontinentalkongresses unter den Konföderationsartikeln
  - 3. November 1788 – 2. März 1789 Tagungsort des Zweiten Kontinentalkongresses unter den Konföderationsartikeln

### Hauptstädte der Vereinigten Staaten von Amerika nach Inkrafttreten derVerfassungam 4. März 1789
- New York City
  - 1789–1790 Hauptstadt der Vereinigten Staaten von Amerika
- Philadelphia
  - 1790–1800 Hauptstadt der Vereinigten Staaten von Amerika
- Washington, D.C.
  - seit 11. Juni 1800 Hauptstadt der Vereinigten Staaten von Amerika

## Hauptstädte derKonföderierten Staaten von Amerikavon 1861 bis 1865
- Montgomery
  - 4. Februar – 29. Mai 1861 Hauptstadt der Konföderierten Staaten von Amerika
- Richmond
  - 1861–1865 Hauptstadt der Konföderierten Staaten von Amerika
- Danville
  - 3. April – 10. April 1865 Hauptstadt der Konföderierten Staaten von Amerika

## Hauptstädte der Bundesstaaten
Eine Tabelle der Bundesstaaten mit den aktuellen Hauptstädten ist im Artikel US-Bundesstaat aufgeführt.
Der Übersichtlichkeit wegen ist diese Liste nicht nach den Hauptstädten – da diese teilweise wechselten –, sondern nach den Bundesstaaten alphabetisch sortiert. Elf Staaten traten 1861 der Konföderation bei (siehe die Anmerkungen in kursiver Schrift).
1. Alabama (14. Dezember 1819, 22. Staat der USA) – 1861 Beitritt zu den Konföderierten Staaten, 1868 Wiederaufnahme in die Union
  - Huntsville (bis 1820)
  - Cahawba (1820–26)
  - Tuscaloosa (1826–47)
  - Montgomery (seit 1847)
2. Alaska (3. Januar 1959, 49. Staat der USA)
  - Juneau
3. Arizona (14. Februar 1912, 48. Staat der USA)
  - Phoenix
4. Arkansas (15. Juni 1836, 25. Staat der USA) – 1861 Beitritt zu den Konföderierten Staaten, 1868 Wiederaufnahme in die Union
  - Little Rock
  - Washington
5. Colorado (1. August 1876, 38. Staat der USA)
  - Denver
6. Connecticut (9. Januar 1788, 5. Staat der USA)
  - Hartford und New Haven (bis 1875 gleichzeitige Hauptstädte)
  - Hartford (seit 1875 alleinige Hauptstadt)
7. Delaware (7. Dezember 1787, 1. Staat der USA)
  - Dover
8. Florida (3. März 1845, 27. Staat der USA) – 1861 Beitritt zu den Konföderierten Staaten, 1868 Wiederaufnahme in die Union
  - Tallahassee
9. Georgia (2. Januar 1788, 4. Staat der USA) – 1861 Beitritt zu den Konföderierten Staaten, 1870 Wiederaufnahme in die Union
  - Augusta (bis 1796)
  - Louisville (1796–1804)
  - Milledgeville (1804–68)
  - Atlanta (seit 1868)
10. Hawaii (21. August 1959, 50. Staat der USA)
  - Honolulu
11. Idaho (3. Juli 1890, 43. Staat der USA)
  - Boise
12. Illinois (3. Dezember 1818, 21. Staat der USA)
  - Kaskaskia (bis 1820)
  - Vandalia (1820–39)
  - Springfield (seit 1839)
13. Indiana (11. Dezember 1816, 19. Staat der USA)
  - Corydon (bis 1825)
  - Indianapolis (seit 1825)
14. Iowa (28. Dezember 1846, 29. Staat der USA)
  - Iowa City (bis 1857)
  - Des Moines (seit 1857)
15. Kalifornien / California (9. September 1850, 31. Staat der USA)
  - San Jose (bis 1852)
  - Vallejo (1852–53)
  - Benicia (1853–54)
  - Sacramento (seit 1854)
16. Kansas (29. Januar 1861, 34. Staat der USA)
  - Topeka
17. Kentucky (1. Juni 1792, 15. Staat der USA)
  - Lexington (1. Juni – 5. Dezember 1792)
  - Frankfort (seit 5. Dezember 1792)
  - Bowling Green (1861–62 Hauptstadt der Konföderierten)
18. Louisiana (30. April 1812, 18. Staat der USA) – 1861 Beitritt zu den Konföderierten Staaten, 1868 Wiederaufnahme in die Union
  - New Orleans (bis 1830, 1831–49, 1862–65 Hauptstadt der Unionisten und 1865–82)
  - Donaldsonville (1830–31)
  - Baton Rouge (1849–62 und seit 1882)
  - Opelousas (1862–63 Hauptstadt der Konföderierten)
  - Shreveport (1863–65 Hauptstadt der Konföderierten)
19. Maine (15. März 1820, 23. Staat der USA)
  - Portland (bis 1832)
  - Augusta (seit 1832)
20. Maryland (28. April 1788, 7. Staat der USA)
  - Annapolis
21. Massachusetts (6. Februar 1788, 6. Staat der USA)
  - Boston
22. Michigan (26. Januar 1837, 26. Staat der USA)
  - Detroit (bis 1847)
  - Lansing (seit 1847, 1848 von Michigan in Lansing umbenannt)
23. Minnesota (11. Mai 1858, 32. Staat der USA)
  - Saint Paul
24. Mississippi (10. Dezember 1817, 20. Staat der USA)  – 1861 Beitritt zu den Konföderierten Staaten, 1870 Wiederaufnahme in die Union
  - Natchez (bis 1821)
  - Columbia (1821–22)
  - Jackson (seit 1822)
25. Missouri (10. August 1821, 24. Staat der USA)
  - Saint Charles (bis 1826)
  - Jefferson City (seit 1826)
  - Marshall (Texas) (1862–65 Sitz der Exilregierung der Konföderierten)
26. Montana (8. November 1889, 41. Staat der USA)
  - Helena
27. Nebraska (1. März 1867, 37. Staat der USA)
  - Omaha (bis 14. August 1867)
  - Lincoln (seit 14. August 1867)
28. Nevada (31. Oktober 1864, 36. Staat der USA)
  - Carson City
29. New Hampshire (21. Juni 1788, 9. Staat der USA)
  - Exeter (bis 1789)
  - Portsmouth (1789–1808)
  - Concord (seit 1808)
30. New Jersey (18. Dezember 1787, 3. Staat der USA)
  - Burlington und Perth Amboy (bis 1790 gleichzeitige Hauptstädte)
  - Trenton (seit 1790)
31. New Mexico (6. Januar 1912, 47. Staat der USA)
  - Santa Fe
32. New York (26. Juli 1788, 11. Staat der USA)
  - New York (bis 1797)
  - Albany (seit 1797)
33. North Carolina (21. November 1789, 12. Staat der USA) – 1861 Beitritt zu den Konföderierten Staaten, 1868 Wiederaufnahme in die Union
  - New Bern (bis 1794)
  - Raleigh (seit 1794)
34. North Dakota (2. November 1889, 39. Staat der USA)
  - Bismarck
35. Ohio (1. März 1803, 17. Staat der USA)
  - Chillicothe (bis 1810 und 1812–16)
  - Zanesville (1810–12)
  - Columbus (seit 1816)
36. Oklahoma (16. November 1907, 46. Staat der USA)
  - Guthrie (bis 1910)
  - Oklahoma City (seit 1910)
37. Oregon (14. Februar 1859, 33. Staat der USA)
  - Salem
38. Pennsylvania (12. Dezember 1787, 2. Staat der USA)
  - Philadelphia (bis 1799)
  - Lancaster (1799–1812)
  - Harrisburg (seit 1812)
39. Rhode Island (29. Mai 1790, 13. Staat der USA)
  - Bristol, East Greenwich, Newport, Providence und South Kingstown (bis 1854 gleichzeitige Hauptstädte)
  - Newport und Providence (1854–1900 gleichzeitige Hauptstädte)
  - Providence (seit 1900 alleinige Hauptstadt)
40. South Carolina (23. Mai 1788, 8. Staat der USA) – 1861 Beitritt zu den Konföderierten Staaten, 1868 Wiederaufnahme in die Union
  - Charleston (bis 1790)
  - Columbia (seit 1790)
41. South Dakota (2. November 1889, 40. Staat der USA)
  - Pierre
42. Tennessee (1. Juni 1796, 16. Staat der USA) – 1861 Beitritt zu den Konföderierten Staaten, 1866 Wiederaufnahme in die Union
  - Knoxville (bis 1812 und 1815–17)
  - Nashville (1812–15 und seit 1843)
  - Murfreesboro (1817–43)
43. Texas (29. Dezember 1845, 28. Staat der USA) – 1861 Beitritt zu den Konföderierten Staaten, 1870 Wiederaufnahme in die Union
  - Austin
44. Utah (4. Januar 1896, 45. Staat der USA)
  - Salt Lake City
45. Vermont (4. März 1791, 14. Staat der USA)
  - Rutland und Windsor (bis 1805 gleichzeitige Hauptstädte)
  - Montpelier (seit 1805)
46. Virginia (25. Juni 1788, 10. Staat der USA) – 1861 Beitritt zu den Konföderierten Staaten, 1870 Wiederaufnahme in die Union
  - Richmond
47. Washington (11. November 1889, 42. Staat der USA)
  - Olympia
48. West Virginia (20. Juni 1863, 35. Staat der USA)
  - Wheeling (bis 1870 und 1875–85)
  - Charleston (1870–75 und seit 1885)
49. Wisconsin (29. Mai 1848, 30. Staat der USA)
  - Madison
50. Wyoming (10. Juli 1890, 44. Staat der USA)
  - Cheyenne

## Hauptstädte der abhängigen Gebiete
Das Datum gibt den Zeitpunkt der Inbesitznahme und eine eventuelle Rückgabe des Gebiets durch die USA an; des Weiteren ist der aktuelle politische Status angegeben

- Amerikanische Jungferninseln / Virgin Islands of the United States (31. März 1917, externes Territorium mit Selbstverwaltung)
  - Charlotte Amalie
- Amerikanisch-Samoa / American Samoa (17. April 1900, externes Territorium mit Selbstverwaltung)
  - Pago Pago
- Guam (21. Juni 1898, externes Territorium mit Selbstverwaltung)
  - Hagåtña (1998 von Agana in Hagåtña umbenannt; während der japanischen Besatzung 1941–44 in Akashi umbenannt)
- Nördliche Marianen / Northern Mariana Islands (17. Juni 1975, assoziiertes Commonwealth mit Selbstverwaltung)
  - Saipan
- Panamakanalzone / Panama Canal Zone (23. Februar 1904 – 31. Dezember 1999, unter Hoheitsrechten und Verteidigungsgewalt der USA)
  - Balboa
- Puerto Rico / Commonwealth of Puerto Rico (besetzt 1898, seit 2. März 1917 externes Territorium der USA, jetzt Commonwealth mit Selbstverwaltung)
  - San Juan
- Jarvisinsel / Jarvis Island, Midwayinseln / Midway Islands, das Johnston-Atoll / Johnston Atoll, Kingmanriff / Kingman Reef sowie Navassa, Palmyra und Wake sind unbewohnt bzw. auf manchen ist nur US-Militär stationiert. Sie stehen unter Verwaltung des US-Innenministeriums, US-Verteidigungsministeriums oder des US-Militärs.